# Lista de versões cover de canções de U2
Lista de versões covers das canções do U2 que foram gravadas e lançadas.

## 40
"40" é a décima faixa do álbum War (1983). É o último single do álbum, lançado apenas na Alemanha no mesmo ano. A canção foi gravada no final das sessões de gravação de War. O baixista Adam Clayton já havia deixado o estúdio, e os três membros restantes da banda decidiram que não tinham uma boa canção para concluir o álbum. Bono fez uma observação, dizendo: "Passamos 10 minutos escrevendo essa música, 10 minutos de gravando-a, 10 minutos misturando-a, mais 10 minutos tocando-a de novo, e que o nome da canção '40', não tivesse nada a ver com isso".
| Ano  | Cover por        | Álbum/Single                                   |
| ---- | ---------------- | ---------------------------------------------- |
| 2000 | The Section      | Strung out on U2                               |
| 2001 | dc Talk          | Solo                                           |
| 2001 | Apt.core         | Rhythms Of Remembrance                         |
| 2002 | Michael W. Smith | Worship DVD                                    |
| 2004 | Starfield        | In the Name of Love: Artists United for Africa |
| 2004 | Vineyard UK      | Hold On                                        |
| 2005 | The Frames       | Even Better Than the Real Thing Vol. 3         |

## Acrobat
"Acrobat" é a décima primeira faixa do álbum Achtung Baby (1991). É a única canção do álbum que nunca foi tocada ao vivo.
| Ano  | Cover por    | Álbum/Single                            |
| ---- | ------------ | --------------------------------------- |
| 2000 | Kane         | With or Without You                     |
| 2001 | People Mover | Even Better than the Real Thing Tribute |
| 2011 | Glasvegas    | AHK-toong BAY-bi Covered                |
| 2012 | Bruno Mars   | "Bullet the Blue Sky"                   |

## All I Want Is You
"All I Want Is You" é a décima sétima faixa do álbum Rattle and Hum (1988), sendo lançado em 1989 como quarto single do álbum. É a canção de encerramento do filme-documentário de Rattle and Hum.
| Ano  | Cover por                    | Álbum/Single                                     |
| ---- | ---------------------------- | ------------------------------------------------ |
| 1999 | Absolute Rock                | A Tribute to the Greatest Hits of U2             |
| 1999 | The Mission                  | We Will Follow: A Tribute to U2                  |
| 1999 | Royal Philharmonic Orchestra | Pride: The Royal Philharmonic Orchestra Plays U2 |
| 1999 | Tufts Beelzebubs             | Infinity                                         |
| 2000 | Kane                         | With or Without You                              |
| 2000 | Stereofeed                   | Strung Out on U2                                 |
| 2002 | Bellefire                    | After the Rain                                   |
| 2002 | Bellefire                    | "All I Want Is You"                              |
| 2004 | Jars of Clay                 | In the Name of Love: Artists United for Africa   |
| 2005 | Les Paul & Johnny Rzeznik    | American Made World Played                       |
| 2005 | Mark Geary                   | Even Better Than the Real Thing Vol. 3           |
| 2006 | Sugarplum Fairies            | Country International Records                    |
| 2007 | Rockabye Baby!               | Lullaby Renditions of U2                         |
| 2008 | Glen Campbell                | Meet Glen Campbell                               |
| 2011 | Mary Byrne                   | Mine & Yours                                     |
| 2012 | Riaan Nirhoo                 | One                                              |

## An Cat Dubh
"An Cat Dubh" é a terceira faixa do álbum Boy (1980). Freqüentemente, é combinada com a canção "Into the Heart", do mesmo álbum.
| Ano  | Cover por   | Álbum/Single |
| ---- | ----------- | ------------ |
| 2005 | The Bravery | "Fearless"   |

## Angel of Harlem
"Angel of Harlem" é a segunda canção do álbum Rattle and Hum (1988). É uma homenagem a Billie Holiday.
| Ano  | Cover por                                     | Álbum/Single                                     |
| ---- | --------------------------------------------- | ------------------------------------------------ |
| 1999 | Absolute Rock                                 | A Tribute to the Greatest Hits of U2             |
| 1999 | Royal Philharmonic Orchestra                  | Pride: The Royal Philharmonic Orchestra Plays U2 |
| 2004 | David Keen, Claire Stanacrone & Michael Goetz | Still Strung Out on U2                           |
| 2005 | The Persuasions                               | The Persuasions Sing U2                          |
| 2006 | 10,000 Maniacs                                | Live Twenty-Five                                 |
| 2007 | Rockabye Baby!                                | Lullaby Renditions of U2                         |

## Bad
"Bad" é a sétima faixa do álbum The Unforgettable Fire (1984). Muitas vezes considerada a canção mais favorita da banda, é a décima canção mais tocada ao vivo. A canção fala sobre a vício da heroína.
| Ano  | Cover por        | Álbum/Single                           |
| ---- | ---------------- | -------------------------------------- |
| 1998 | Dream Theater    | Once in a LIVEtime Outtakes            |
| 2000 | The Section      | Strung out on U2                       |
| 2001 | Luka Bloom       | Keeper of the Flame                    |
| 2005 | Luka Bloom       | Even Better Than the Real Thing Vol. 3 |
| 2007 | Marcus Satellite | The Marcus Satellite Tribute to U2     |

## Beautiful Day
"Beautiful Day" é uma canção do álbum All That You Can't Leave Behind (2000). Foi um enorme sucesso na época de seu lançamento, ajudando o álbum ter prêmios de multi-platina, sendo um dos maiores sucesso até o momento.
| Ano  | Cover por                    | Álbum/Single                                   |
| ---- | ---------------------------- | ---------------------------------------------- |
| 2004 | Hiro Goto & Adrienne Woods   | Still Strung out on U2                         |
| 2004 | Kurt Nilsen                  | I                                              |
| 2004 | Royal Philharmonic Orchestra | Symphonic Rock                                 |
| 2004 | Sanctus Real                 | In the Name of Love: Artists United for Africa |
| 2007 | Axel Rudi Pell               | Diamonds Unlocked                              |
| 2007 | Rockabye Baby!               | Lullaby Renditions of U2                       |
| 2010 | Lee DeWyze                   | "Beautiful Day"                                |

## Breathe
"Breathe" é a décima faixa do álbum No Line on the Horizon (2009).
| Ano  | Cover por                  | Álbum/Single                                                    |
| ---- | -------------------------- | --------------------------------------------------------------- |
| 2009 | The String Quartet Tribute | The Vitamin String Quartet Performs U2's No Line on the Horizon |

## Bullet the Blue Sky
"Bullet the Blue Sky" é a quarta faixa do álbum The Joshua Tree (1987). A canção originalmente, foi escrita com o tema da intervenção militar dos Estados Unidos, na Guerra Civil de El Salvador na década de 1980.
| Ano  | Cover por                                     | Álbum/Single                              |
| ---- | --------------------------------------------- | ----------------------------------------- |
| 1999 | P.O.D.                                        | The Fundamental Elements of Southtown     |
| 2000 | Kane                                          | With or Without You                       |
| 2000 | Richard Cheese and Lounge Against the Machine | Lounge Against the Machine                |
| 2003 | Sepultura                                     | Revolusongs e Roorback                    |
| 2007 | Marcus Satellite com Provensen                | The Marcus Satellite Tribute to U2        |
| 2007 | Marcus Satellite com JVB                      | The Marcus Satellite Tribute to U2        |
| 2007 | Queensrÿche                                   | Take Cover                                |
| 2008 | Vieux Farka Touré                             | In The Name Of Love: Africa Celebrates U2 |

## City of Blinding Lights
"City of Blinding Lights" é a quinta faixa e terceiro single do álbum How to Dismantle an Atomic Bomb (2004).
| Ano  | Cover por              | Álbum/Single                  |
| ---- | ---------------------- | ----------------------------- |
| 2007 | Tufts Beelzebubs       | Pandæmonium                   |
| 2010 | Dashboard Confessional | By the People: For the People |

## Desire
"Desire" é a terceira faixa e primeiro single do álbum Rattle and Hum (1988).
| Ano  | Cover por                    | Álbum/Single                                     |
| ---- | ---------------------------- | ------------------------------------------------ |
| 1999 | Absolute Rock                | A Tribute to the Greatest Hits of U2             |
| 1999 | The Polecats                 | We Will Follow: A Tribute to U2                  |
| 1999 | Royal Philharmonic Orchestra | Pride: The Royal Philharmonic Orchestra Plays U2 |
| 2000 | Savitri String Quartet       | Strung Out on U2                                 |
| 2007 | Rockabye Baby!               | Lullaby Renditions of U2                         |

## Discothèque
"Discothèque" é a primeira faixa e primeiro single do álbum Pop. É a única canção do álbum a ser tocada em várias turnês desde a sua estréia.
| Ano  | Cover por        | Álbum/Single                       |
| ---- | ---------------- | ---------------------------------- |
| 1999 | Intra-Venus(6)   | We Will Follow: A Tribute to U2    |
| 2007 | Marcus Satellite | The Marcus Satellite Tribute to U2 |

## Drowning Man
"Drowning Man" é a quinta faixa do álbum War (1983).
| Ano  | Cover por      | Álbum/Single        |
| ---- | -------------- | ------------------- |
| 1995 | Smith & Mighty | Bass Is Maternal(1) |

## The Electric Co.
"The Electric Co." é a décima faixa do álbum Boy (1980). Quando tocada ao vivo, é frequentemente precedida pela canção "The Cry".
| Ano  | Cover por | Álbum/Single        |
| ---- | --------- | ------------------- |
| 2000 | Kane      | With or Without You |

## Elevation
"Elevation" é a terceira faixa e terceiro single do álbum All That You Can't Leave Behind (2000).
| Ano  | Cover por        | Álbum/Single |
| ---- | ---------------- | ------------ |
| 2002 | Tufts Beelzebubs | Punch        |

## Even Better Than the Real Thing
"Even Better Than the Real Thing" é a segunda faixa do álbum Achtung Baby (1991), sendo lançado como quarto single do álbum.
| Ano  | Cover por                    | Album/Single                                     |
| ---- | ---------------------------- | ------------------------------------------------ |
| 1999 | Absolute Rock                | A Tribute to the Greatest Hits of U2             |
| 1999 | Bang Tango(2)                | We Will Follow: A Tribute to U2                  |
| 1999 | Dead or Alive                | We Will Follow: A Tribute to U2                  |
| 1999 | Royal Philharmonic Orchestra | Pride: The Royal Philharmonic Orchestra Plays U2 |
| 2005 | Jack Lukeman                 | Even Better Than the Real Thing Vol. 3           |
| 2005 | The Persuasions              | The Persuasions Sing U2                          |

## Exit
"Exit" é a décima faixa do álbum The Joshua Tree (1987).
| Ano  | Cover por | Álbum/Single          |
| ---- | --------- | --------------------- |
| 2003 | Anthrax   | Taking the Music Back |

## The Fly
"The Fly" é a sétima faixa do álbum Achtung Baby (1991), e lançado como primeiro single do álbum.
| Ano  | Cover por     | Álbum/Single                         |
| ---- | ------------- | ------------------------------------ |
| 1999 | Absolute Rock | A Tribute to the Greatest Hits of U2 |
| 2006 | Peter Mulvey  | The Knuckleball Suite                |
| 2011 | Gavin Friday  | AHK-toong BAY-bi Covered             |

## Get on Your Boots
"Get on Your Boots" é a sexta faixa do álbum No Line on the Horizon (2009), sendo lançado como primeiro single.
| Ano  | Cover por                  | Álbum/Single                                                    |
| ---- | -------------------------- | --------------------------------------------------------------- |
| 2009 | The String Quartet Tribute | The Vitamin String Quartet Performs U2's No Line on the Horizon |
| 2009 | The Wrecking               | A New Abolition (Edição Especial)                               |

## Gloria
"Gloria" é a faixa de abertura do álbum October (1982), sendo lançado como segundo single do álbum.
| Ano  | Cover por        | Álbum/Single                                   |
| ---- | ---------------- | ---------------------------------------------- |
| 2001 | Circadian Rhythm | Over Under Everything                          |
| 2004 | Audio Adrenaline | In the Name of Love: Artists United for Africa |
| 2004 | David Keen       | Still Strung Out on U2                         |

## God Part II
"God Part II" é a décima quarta faixa do álbum Rattle and Hum (1988). A canção é uma partida de gravação de som  Achtung Baby.
| Ano  | Cover por        | Álbum/Single                       |
| ---- | ---------------- | ---------------------------------- |
| 1991 | Katmandu         | Katmandu                           |
| 2007 | Marcus Satellite | The Marcus Satellite Tribute to U2 |

## Grace
"Grace" é a última faixa do álbum All That You Can't Leave Behind (2000).
| Ano  | Cover por        | Álbum/Single                                   |
| ---- | ---------------- | ---------------------------------------------- |
| 2004 | Nichole Nordeman | In the Name of Love: Artists United for Africa |

## Heartland
"Heartland" é a décima terceira faixa do álbum, Rattle and Hum (1988). Ao contrário das outras faixas do álbum, "Heartland" foi uma sobra das sessões de gravações de The Joshua Tree (1987).
| Ano  | Cover por | Álbum/Single                           |
| ---- | --------- | -------------------------------------- |
| 2005 | Bell X1   | Even Better Than the Real Thing Vol. 3 |

## Hold Me, Thrill Me, Kiss Me, Kill Me
"Hold Me, Thrill Me, Kiss Me, Kill Me" é um single do U2 da trilha sonora do filme Batman Forever (1995). Também foi incluída no greatest hits, The Best of 1990-2000 (2002). Bem como todos os covers, "Weird Al" Yankovic parodiou a canção como "Cavity Search" no álbum Bad Hair Day (1996).
| Ano  | Cover por             | Álbum/Single               |
| ---- | --------------------- | -------------------------- |
| 1997 | The Countdown Singers | Best of Today's Movie Hits |
| 2002 | The Brown Derbies     | Hybrid                     |
| 2002 | Cactus Jack           | DisCover                   |
| 2004 | Cactus Jack           | Natur all(3)               |

## I Still Haven't Found What I'm Looking For
"I Still Haven't Found What I'm Looking For" é a segunda faixa do álbum The Joshua Tree (1987), sendo lançado como segundo single do álbum. "I Still Haven't Found What I'm Looking For" é a canção da banda que é mais tocada por outros artistas.
| Ano  | Cover por                                  | Álbum/Single                                       |
| ---- | ------------------------------------------ | -------------------------------------------------- |
| 1990 | The Chimes                                 | I Still Haven't Found What I'm Looking For         |
| 1990 | Phil Coulter                               | Recollections(4)                                   |
| 1991 | Badesalz                                   | I Still Haven't Found What I'm Looking For         |
| 1991 | Big Daddy                                  | Cutting Their Own Groove                           |
| 1991 | Negativland                                | U2                                                 |
| 1992 | Robin Crow                                 | Electric Cinema                                    |
| 1992 | Cecilio & Kapono                           | Summerlust                                         |
| 1993 | The Brown Derbies                          | Hat Trick                                          |
| 1993 | Tufts Beelzebubs                           | Vince                                              |
| 1994 | Booker T. & the M.G.'s                     | That's The Way It Should Be                        |
| 1998 | James McNally                              | Everybreath                                        |
| 1999 | Absolute Rock                              | A Tribute to the Greatest Hits of U2               |
| 1999 | Orquestra Filarmônica Real                 | Pride: The Royal Philharmonic Orchestra Plays U2   |
| 2000 | The Countdown Singers                      | 80's Chartbusters                                  |
| 2000 | Savitri String Quartet                     | Strung Out on U2                                   |
| 2001 | Brendan Bowyer                             | Follow On                                          |
| 2003 | Bonnie Tyler                               | Heart Strings                                      |
| 2003 | Cher                                       | Live! The Farewell Tour                            |
| 2005 | Juliet Turner                              | Even Better Than the Real Thing Vol. 3             |
| 2005 | The Persuasions                            | The Persuasions Sing U2                            |
| 2006 | Journey South                              | Journey South                                      |
| 2006 | Buena Vista Social Club (com vocais de U2) | Rhythms del Mundo                                  |
| 2007 | Marcus Satellite                           | The Marcus Satellite Tribute to U2                 |
| 2007 | Rockabye Baby!                             | Lullaby Renditions of U2                           |
| 2007 | Orquestra Filarmônica Real                 | The Royal Philharmonic Orchestra Performs #1 Hits  |
| 2008 | Cheikh Lô                                  | In The Name of Love: Africa Celebrates U2          |
| 2008 | David Cook                                 | David Cook - American Idol Studio Recording Single |
| 2009 | Elenco da NBC The Sing-off                 | I Still Haven't Found What I'm Searching For       |
| 2010 | Disturbed                                  | Asylum                                             |
| 2010 | Will Martin                                | Inspirations                                       |
| 2010 | Celtic Thunder                             | It's Entertainment                                 |

## I Will Follow
"I Will Follow" é a canção de abertura do álbum Boy (1980), sendo também o primeiro single da banda.
| Ano  | Cover por              | Álbum/Single                               |
| ---- | ---------------------- | ------------------------------------------ |
| 1998 | Doug Pinnick           | The Mother of all Tribute Albums           |
| 1999 | Spahn Ranch            | We Will Follow: A Tribute to U2            |
| 2000 | Kane                   | With or Without You                        |
| 2000 | Savitri String Quartet | Strung Out on U2                           |
| 2005 | Fear Factory           | Transgression                              |
| 2006 | The Upper Room         | Other People's Problems (Japanese Edition) |
| 2007 | Marcus Satellite       | The Marcus Satellite Tribute to U2         |
| 2007 | The Chaser             | The Chaser's War on Everything: Season 2   |
| 2009 | MxPx                   | On the Cover II                            |

| Ano  | Cover por       | Concerto                                  |
| ---- | --------------- | ----------------------------------------- |
| 1999 | Collective Soul | Woodstock 1999 - 25 de julho - West Stage |

## I'll Go Crazy If I Don't Go Crazy Tonight
"I'll Go Crazy If I Don't Go Crazy Tonight" é a quinta faixa do álbum No Line on the Horizon (2009), sendo o terceiro e último single do álbum. A canção passou por várias mudanças durante as sessões do álbum, conhecido primeiro por "Diorama" e "Crazy Tonight" antes da seleção final. Várias letras foram influenciadas pela campanha presidencial de Barack Obama. A canção foi usada em comerciais de televisão para a divulgação da aplicação do Blackberry, chamando-o de "U2 Mobile App", que foi desenvolvido como parte da Research In Motion, o patrocínio da U2 360° Tour.
| Ano  | Cover por                  | Álbum/Single                                                    |
| ---- | -------------------------- | --------------------------------------------------------------- |
| 2009 | The String Quartet Tribute | The Vitamin String Quartet Performs U2's No Line on the Horizon |

## In a Little While
"In a Little While" é a sexta canção do álbum All That You Can't Leave Behind (2000). Embora originalmente fosse sobre a ressaca, Bono declarou mais tarde a conexão para Joey Ramone - sendo a última canção que ouviu antes de morrer em 2001 - deu-lhe um profundo significado religioso, referindo-se a ela como uma canção evangélica. "In a Little While" foi tocada muitas vezes durante a Elevation Tour, sendo frequentemente usada como snippet na canção "I Still Haven't Found What I'm Looking For", durante a Vertigo Tour.
| Ano  | Cover por       | Álbum/Single                        |
| ---- | --------------- | ----------------------------------- |
| 2005 | Hanson          | The Best of Hanson: Live & Electric |
| 2010 | Brian Houston   | The Raw Sessions                    |
| 2011 | William Shatner | Seeking Major Tom                   |

## In God's Country
"In God's Country" é a sétima faixa do álbum The Joshua Tree (1987), sendo o quinto single do álbum. Uma versão ao vivo da canção aparece no filme-documentário da banda, Rattle and Hum.
| Ano  | Cover por                                      | Álbum/Single                |
| ---- | ---------------------------------------------- | --------------------------- |
| 1998 | Caedmon's Call                                 | The Guild Collection Vol. 2 |
| 2004 | Hiro Goto and Adrienne Woods                   | Still Strung Out on U2      |
| 2005 | Tribe of Heaven (Dave Matthews & Mark Roebuck) | Imagine We Were             |
| 2010 | Infamous Stringdusters                         | Things That Fly             |

## Like a Song...
"Like a Song..." é a quarta faixa do álbum War (1983). Ele só foi tocada ao vivo uma vez.
| Ano  | Cover por | Álbum/Single   |
| ---- | --------- | -------------- |
| 1991 | Believer  | Sanity Obscure |

## Love Is Blindness
"Love Is Blindness" é a décima segunda e última canção do álbum Achtung Baby (1991). Grande parte do álbum se refere ao amor errado, e de uma forma ou de outra, a letra de "Love Is Blindness" reflete esse tema, justapondo o amor e imagens violentas.
| Ano  | Cover por                                    | Álbum/Single                                   |
| ---- | -------------------------------------------- | ---------------------------------------------- |
| 1996 | Cassandra Wilson                             | New Moon Daughter                              |
| 2000 | Kane                                         | With or Without You                            |
| 2001 | Trespassers William                          | Even Better than the Real Thing                |
| 2004 | Sixpence None the Richer                     | In the Name of Love: Artists United for Africa |
| 2005 | The Devlins, com participação de Sharon Corr | Even Better Than the Real Thing Vol. 3         |
| 2006 | The Devlins                                  | Rescue Me                                      |
| 2008 | Waldemar Bastos                              | In The Name of Love: Africa Celebrates U2      |
| 2011 | Jack White                                   | AHK-toong BAY-bi Covered                       |

## Love Rescue Me
"Love Rescue Me" é a décima primeira faixa do álbum Rattle and Hum (1988). É uma colaboração entre a banda e Bob Dylan, que também fornece vocais para a gravação.
| Ano  | Cover por | Álbum/Single                           |
| ---- | --------- | -------------------------------------- |
| 2005 | Roesy     | Even Better Than the Real Thing Vol. 3 |

## Magnificent
"Magnificent" é a segunda faixa e single de No Line on the Horizon (2009). A faixa foi originalmente intitulado "French Disco", mas foi renomeado durante o processo de gravação.
| Ano  | Cover por              | Álbum/Single                                                    |
| ---- | ---------------------- | --------------------------------------------------------------- |
| 2009 | Vitamin String Quartet | The Vitamin String Quartet Performs U2's No Line on the Horizon |

## Miss Sarajevo
"Miss Sarajevo" é o único single do álbum de Original Soundtracks 1 (1995) por U2, sob o pseudónimo de  Passengers. Luciano Pavarotti faz uma aparição vocal, cantando a solo de ópera. Ela também aparece no greatest hits, The Best of 1990-2000 (2002).
| Ano  | Cover por      | Álbum/Single                |
| ---- | -------------- | --------------------------- |
| 1999 | George Michael | Songs from the Last Century |

## MLK
"MLK" é a décima faixa do álbum The Unforgettable Fire (1984). Uma canção de ninar para homenagear Martin Luther King Jr., sendo uma peça curta, pensativa com letras simples.
| Ano  | Cover por      | Álbum/Single                |
| ---- | -------------- | --------------------------- |
| 1988 | Joan Baez      | Recently & Brothers in Arms |
| 1993 | Kings Singers  | Good Vibrations             |
| 2011 | Vocal Spectrum | Vocal Spectrum III          |

## Moment of Surrender
"Moment of Surrender" é a terceira faixa do álbum No Line on the Horizon (2009). A canção conta a história do despertar espiritual de um viciado em heroína, em um caixa eletrônico.
| Ano  | Cover por              | Álbum/Single                                                    |
| ---- | ---------------------- | --------------------------------------------------------------- |
| 2009 | Vitamin String Quartet | The Vitamin String Quartet Performs U2's No Line on the Horizon |

## Mothers of the Disappeared
"Mothers of the Disappeared" is the eleventh and final track from U2's 1987 album, The Joshua Tree. It was written about the Mothers of the Plaza de Mayo, the mothers of the thousands of "disappeared" people who opposed the Videla and Galtieri coup d'état that overtook Argentina in 1976, who were kidnapped and never seen again.
| Year | Covered by  | Album                                  |
| ---- | ----------- | -------------------------------------- |
| 2005 | Paddy Casey | Even Better Than the Real Thing Vol. 3 |

## Mysterious Ways
"Mysterious Ways" is the eighth track on U2's 1991 album, Achtung Baby and was released as the album's second single.
| Year | Covered by              | Album                                          |
| ---- | ----------------------- | ---------------------------------------------- |
| 1993 | KMFDM                   | Shut Up Kitty and Agogo                        |
| 2000 | Stereofeed              | Strung Out on U2                               |
| 2000 | Tufts Amalgamates       | Juice                                          |
| 2004 | tobyMac and Sarah Kelly | In the Name of Love: Artists United for Africa |
| 2005 | The Persuasions         | The Persuasions Sing U2                        |
| 2008 | Angélique Kidjo         | In The Name of Love: Africa Celebrates U2      |
| 2011 | Snow Patrol             | AHK-toong BAY-bi Covered                       |

## New Year's Day
"New Year's Day" is the third song and lead single from U2's 1983 album, War. The song is driven by Adam Clayton's distinctive bassline and The Edge's keyboard. It was the band's first hit single, breaking the top ten in the UK and charting on the Billboard Hot 100 for the first time in their career.  In 2004, Rolling Stone magazine placed the single at number 427 on their list of the 500 Greatest Songs of All Time.
| Year | Covered by                      | Album                                            |
| ---- | ------------------------------- | ------------------------------------------------ |
| 1995 | Gigi D'Agostino                 | New Year's Day                                   |
| 1999 | Frontline Assembly with Tiffany | We Will Follow: A Tribute to U2                  |
| 1999 | Royal Philharmonic Orchestra    | Pride: The Royal Philharmonic Orchestra Plays U2 |
| 2000 | Savitri String Quartet          | Strung out on U2                                 |
| 2004 | Effcee                          | Remixed and Recovered                            |
| 2005 | To/Die/For                      | IV                                               |
| 2005 | Aslan                           | Even Better Than the Real Thing Vol. 3           |
| 2007 | Rockabye Baby!                  | Lullaby Renditions of U2                         |
| 2009 | Steve Morse with Billy Sherwood | An All-Star Salute to Christmas                  |

## No Line on the Horizon
"No Line on the Horizon" is the opening and title track from the 2009 album No Line on the Horizon.
| Year | Covered by             | Album                                                           |
| ---- | ---------------------- | --------------------------------------------------------------- |
| 2009 | Vitamin String Quartet | The Vitamin String Quartet Performs U2's No Line on the Horizon |

## North and South of the River
"North and South of the River" is a B-side to the 1997 single "Staring at the Sun".
| Year | Covered by    | Album           |
| ---- | ------------- | --------------- |
| 1996 | Christy Moore | Graffiti Tongue |

## Numb
"Numb" is the third track from U2's 1993 album, Zooropa, and was released as the album's first single.
| Year | Covered by | Album                           |
| ---- | ---------- | ------------------------------- |
| 1999 | Die Krupps | We Will Follow: A Tribute to U2 |

## October
"October" is the seventh and title track from U2's 1981 album, October. It is a departure from U2's classic sound, as it is a quiet, almost instrumental piece. It was included as a hidden track on The Best of 1980-1990.
| Year | Covered by        | Album                                  |
| ---- | ----------------- | -------------------------------------- |
| 1999 | Rosetta Stone     | We Will Follow: A Tribute to U2        |
| 2005 | The Divine Comedy | Even Better Than the Real Thing Vol. 3 |

## One
"One" is the third song from U2's 1991 album, Achtung Baby, and was released as a single in 1992. Tensions during the recording of the album almost prompted U2 to break-up until the band rallied around the writing of "One". It is widely considered to be one of the band's greatest songs and is consistently featured in lists of the greatest songs of all time, including Rolling Stone's list of the 500 Greatest Songs of All Time, where it placed #36, and #1 on Q Magazine's list of the 1001 Greatest Songs of All-Time.
| Year | Covered by                     | Album                                            |
| ---- | ------------------------------ | ------------------------------------------------ |
| 1995 | Automatic Baby                 | Live X II - One Life                             |
| 1995 | Mica Paris                     | "One"                                            |
| 1999 | Absolute Rock                  | A Tribute to the Greatest Hits of U2             |
| 1999 | Information Society            | We Will Follow: A Tribute to U2                  |
| 1999 | Royal Philharmonic Orchestra   | Pride: The Royal Philharmonic Orchestra Plays U2 |
| 2000 | Johnny Cash                    | American III: Solitary Man                       |
| 2000 | Kane                           | With or Without You                              |
| 2001 | Lighthouse Family              | Whatever Gets You Through the Day                |
| 2003 | Jarvis Church                  | Peace Songs                                      |
| 2004 | Joe Cocker                     | Heart & Soul                                     |
| 2004 | David Keen                     | Still Strung out on U2                           |
| 2004 | Jimmy Little                   | Life's What You Make It                          |
| 2004 | Tait                           | In the Name of Love: Artists United for Africa   |
| 2004 | Warren Haynes                  | Live at Bonnaroo                                 |
| 2004 | Badi Assad                     | Verde                                            |
| 2004 | Wendy Matthews                 | Café Naturale                                    |
| 2005 | Cowboy Junkies                 | Early 21st Century Blues                         |
| 2005 | Shinedown                      | Stripped Raw and Real                            |
| 2005 | Jerry Fish and the Mudbug Club | Even Better Than the Real Thing Vol. 3           |
| 2005 | The Persuasions                | The Persuasions Sing U2                          |
| 2006 | Mary J. Blige                  | The Breakthrough                                 |
| 2007 | Rockabye Baby!                 | Lullaby Renditions of U2                         |
| 2008 | Keziah Jones                   | In The Name Of Love: Africa Celebrates U2        |
| 2008 | Jacques Stotzem                | Catch the Spirit                                 |
| 2009 | Adam Lambert                   | One (American Idol Studio Version)               |
| 2009 | Jason and deMarco              | Safe                                             |
| 2009 | Idina Menzel                   | N/A                                              |
| 2010 | Glee Cast                      | Glee: The Music, Volume 3 Showstoppers           |
| 2010 | Treyc Cohen                    | X Factor 2010                                    |
| 2011 | Overload                       | Overload Live at the Apartment Sessions          |
| 2011 | Damien Rice                    | AHK-toong BAY-bi Covered                         |

## One Tree Hill
"One Tree Hill" is the ninth track and final single from U2's 1987 album, The Joshua Tree. The single was released as a single exclusively in New Zealand in 1988, where it reached number one.  The title of the song refers to One Tree Hill, a volcanic peak in Auckland, New Zealand.
| Year    | Covered by        | Album                      |
| ------- | ----------------- | -------------------------- |
| 1993    | Mortal            | Intense Live Series Vol. 5 |
| 1994    | Tufts Amalgamates | Unexpected Guests          |
| 2010(?) | JamesTowne        | Unknown                    |

## Pride (In the Name of Love)
"Pride (In the Name of Love)" is the second song on U2's 1984 album, The Unforgettable Fire and was released as the album's first single. Written about Martin Luther King, Jr., it is one of the band's most recognized songs.
| Year | Covered by                   | Album                                                |
| ---- | ---------------------------- | ---------------------------------------------------- |
| 1987 | Barbara Dickson              | After Dark                                           |
| 1991 | C&C Music Factory            | Pride (In the Name of Love)                          |
| 1992 | Clivilles & Cole             | Gladiator: Music From The Motion Picture (1992 Film) |
| 1994 | Tufts Beelzebubs             | House                                                |
| 1997 | The Brown Derbies            | Nightcap                                             |
| 1999 | Absolute Rock                | A Tribute to the Greatest Hits of U2                 |
| 1999 | Razed in Black               | We Will Follow: A Tribute to U2                      |
| 1999 | Royal Philharmonic Orchestra | Pride: The Royal Philharmonic Orchestra Plays U2     |
| 2000 | Kane                         | With or Without You                                  |
| 2004 | Delirious?                   | In the Name of Love: Artists United for Africa       |
| 2004 | David Keen                   | Still Strung Out on U2                               |
| 2005 | The Persuasions              | The Persuasions Sing U2                              |
| 2006 | Flyleaf with Richard Patrick | Family Values Tour 2006                              |
| 2006 | Nouvelle Vague               | Bande à Part                                         |
| 2006 | Shawn Colvin                 | These Four Walls                                     |
| 2007 | Marcus Satellite             | The Marcus Satellite Tribute to U2                   |
| 2008 | Soweto Gospel Choir          | In The Name Of Love: Africa Celebrates U2            |
| 2008 | John Legend                  | History Channel: King                                |
| 2010 | Dierks Bentley               | Up on the Ridge                                      |
| 2012 | David Archuleta              | Begin.                                               |

## Promenade
"Promenade" is the fifth track on U2's 1984 album, The Unforgettable Fire.
| Year | Covered by | Album      |
| ---- | ---------- | ---------- |
| 2001 | Calla      | Scavengers |

## Red Hill Mining Town
"Red Hill Mining Town" is the sixth track from U2's 1987 album, The Joshua Tree.
| Year | Covered by    | Album                                 |
| ---- | ------------- | ------------------------------------- |
| 1996 | Dream Theater | International Fanclub Christmas Album |

## Running to Stand Still
"Running to Stand Still" is the fifth track from U2's 1987 album, The Joshua Tree. It is a soft, slow, keyboard-based song about a heroin-addicted woman from the Ballymun Seven Towers area of Dublin.
| Year | Covered by   | Album                                  |
| ---- | ------------ | -------------------------------------- |
| 2000 | Kane         | With or Without You                    |
| 2003 | Braddigan    | Dirt Level Demos                       |
| 2005 | Mickey Harte | Even Better Than the Real Thing Vol. 3 |
| 2009 | Elbow        | War Child: Heroes                      |

## Seconds
"Seconds" is the second track on U2's 1983 album, War.  The track contains a clip from the 1982 documentary Soldier Girls, and is the first song by the band not sung solely by Bono; The Edge sings the first two stanzas.
| Year | Covered by                       | Album                                     |
| ---- | -------------------------------- | ----------------------------------------- |
| 2005 | Mundy                            | Even Better Than the Real Thing Vol. 3    |
| 2005 | Rogue Wave                       | iTunes Exclusive EP                       |
| 2008 | Sierra Leone's Refugee All Stars | In The Name Of Love: Africa Celebrates U2 |

## Silver and Gold
"Silver and Gold" was originally written by Bono in support of the Artists United Against Apartheid project. It was recorded in 1985 by Bono, as well as Keith Richards and Ron Wood of The Rolling Stones. U2 later re-recorded and released the track as a B-side for their 1987 single, "Where the Streets Have No Name".
| Year | Covered by       | Album                              |
| ---- | ---------------- | ---------------------------------- |
| 2007 | Marcus Satellite | The Marcus Satellite Tribute to U2 |

## So Cruel
"So Cruel" is the sixth track from U2's 1991 album, Achtung Baby.
| Year | Covered by   | Album                                  |
| ---- | ------------ | -------------------------------------- |
| 2005 | Erin McKeown | Even Better Than the Real Thing Vol. 3 |
| 2011 | Depeche Mode | AHK-toong BAY-bi Covered               |

## Sometimes You Can't Make It on Your Own
"Sometimes You Can't Make It on Your Own" is the second single from U2's 2004 album, How to Dismantle an Atomic Bomb. It was released in the United Kingdom in February 2005, and debuted at #1 on the UK Singles Chart.  The song won Best Rock Performance by a Duo or Group with Vocal and Song of the Year at the 2006 Grammy Awards.
| Year | Covered by      | Album                                     |
| ---- | --------------- | ----------------------------------------- |
| 2005 | The Persuasions | The Persuasions Sing U2                   |
| 2008 | Vusi Mahlasela  | In The Name Of Love: Africa Celebrates U2 |

## Stay (Faraway, So Close!)
"Stay (Faraway, So Close!)" is the fifth track from U2's 1993 album, Zooropa, and was released as the album's third single on November 22, 1993.  It was released on the soundtrack for the Wim Wenders film, Faraway, So Close!. While speaking with Rolling Stone, Bono noted that "Stay (Faraway, So Close!)" is one of his personal favourite, and one of their most underrated, U2 songs.[carece de fontes?]
| Year | Covered by               | Album            |
| ---- | ------------------------ | ---------------- |
| 1994 | Al Hirt                  | Brit Awards 1994 |
| 2002 | Craig Armstrong and Bono | As If to Nothing |
| 2009 | Flyleaf                  | Memento Mori     |

## Stuck in a Moment You Can't Get Out Of
"Stuck in a Moment You Can't Get Out Of" is a single release from U2's 2000 album, All That You Can't Leave Behind.  It won the Grammy Award for Best Pop Performance by a Duo or Group with Vocal in 2002.
| Year | Covered by                   | Album                   |
| ---- | ---------------------------- | ----------------------- |
| 2003 | Joe Dolan                    | Home Grown              |
| 2004 | Hiro Goto and Adrienne Woods | Still Strung out on U2  |
| 2005 | The Persuasions              | The Persuasions Sing U2 |
| 2010 | K'naan                       | Live on iheartradio     |

## Sunday Bloody Sunday
"Sunday Bloody Sunday" is the opening track and third single from U2's 1983 album, War.  The song is noted for its militaristic drumbeat, simple but harsh guitar, and melodic harmonies. One of U2's most overtly political songs, its lyrics describe the horror felt by an observer of The Troubles in Northern Ireland.
| Year | Covered by                                    | Album                                               |
| ---- | --------------------------------------------- | --------------------------------------------------- |
| 1990 | Phil Coulter                                  | Recollections4                                      |
| 1993 | Genital A-Tech                                | Undercover Vol. 1                                   |
| 1998 | Echo Hollow                                   | The Mother of all Tribute Albums                    |
| 1999 | Electric Hellfire Club                        | We Will Follow: A Tribute to U2                     |
| 1999 | Royal Philharmonic Orchestra                  | Pride: The Royal Philharmonic Orchestra Plays U2    |
| 2000 | The Section                                   | Strung out on U2                                    |
| 2001 | Evergreen Terrace                             | Losing All Hope Is Freedom                          |
| 2004 | The Living End                                | From Here On In                                     |
| 2004 | Pillar                                        | In the Name of Love: Artists United for Africa      |
| 2004 | Red Hot Chili Peppers                         | Live in Hyde Park                                   |
| 2005 | Damien Dempsey                                | Even Better Than the Real Thing Vol. 3              |
| 2005 | Funeral for a Friend                          | Monsters                                            |
| 2005 | Richard Cheese and Lounge Against the Machine | Aperitif for Destruction                            |
| 2005 | Lisa Bresnan                                  | Even Better Than the Real Thing Vol. 3              |
| 2006 | Daughtry                                      | Napster Live Acoustic                               |
| 2006 | Massiv In Mensch                              | Clubber Lang                                        |
| 2006 | Ignite                                        | Our Darkest Days                                    |
| 2007 | Paramore                                      | Riot!                                               |
| 2007 | The Roots                                     | Live                                                |
| 2007 | Rockabye Baby!                                | Lullaby Renditions of U2                            |
| 2007 | Saul Williams                                 | The Inevitable Rise and Liberation of NiggyTardust! |
| 2008 | Ba Cissoko                                    | In The Name Of Love: Africa Celebrates U2           |
| 2008 | Colin Munroe                                  | Colin Munroe is the Unsung Hero                     |
| 2008 | Electron Love Theory                          | In the Shadows of U2                                |
| 2011 | Nolwenn Leroy                                 | Bretonne                                            |
| 2011 | Veil of Maya                                  | Homefront Original Soundtrack                       |
| 2012 | Porcelain Black (Feat. 7 Lions)               | -                                                   |

## Sweetest Thing
"Sweetest Thing", sometimes titled "The Sweetest Thing", is a B-side to the "Where the Streets Have No Name" single. It was re-recorded and released as a single for the 1998 compilation album The Best of 1980-1990. The song was written by Bono as an apology to his wife for forgetting her birthday during the creation of The Joshua Tree.
| Year | Covered by                       | Album                                  |
| ---- | -------------------------------- | -------------------------------------- |
| 2005 | St Fiachra’s Junior School Choir | Even Better Than the Real Thing Vol. 3 |
| 2007 | Rockabye Baby!                   | Lullaby Renditions of U2               |

## The Three Sunrises
"The Three Sunrises" is a track from the 1985 EP Wide Awake in America.
| Year | Covered by       | Album                              |
| ---- | ---------------- | ---------------------------------- |
| 2007 | Marcus Satellite | The Marcus Satellite Tribute to U2 |

## Tomorrow
"Tomorrow" is the sixth track on 1981's October album.
| Year | Covered by            | Album                                       |
| ---- | --------------------- | ------------------------------------------- |
| 1996 | Bono and Adam Clayton | Common Ground: Voices of Modern Irish Music |

## Tryin' to Throw Your Arms Around the World
"Tryin' to Throw Your Arms Around the World" is the ninth track on the 1991 album, Achtung Baby. The song is a lighthearted account of a drunken journey home.
| Year | Covered by      | Album                    |
| ---- | --------------- | ------------------------ |
| 2005 | The Persuasions | The Persuasions Sing U2  |
| 2011 | The Fray        | AHK-toong BAY-bi Covered |

## Two Hearts Beat as One
"Two Hearts Beat as One" is the seventh track on U2's 1983 album, War. It was released as the album's second single but only in the US, UK and Australia.
| Year | Covered by                   | Album                                            |
| ---- | ---------------------------- | ------------------------------------------------ |
| 1999 | Royal Philharmonic Orchestra | Pride: The Royal Philharmonic Orchestra Plays U2 |
| 2007 | Marcus Satellite             | The Marcus Satellite Tribute to U2               |

## Ultraviolet (Light My Way)
"Ultraviolet (Light My Way)" is the tenth track from U2's 1991 album Achtung Baby.
| Year | Covered by  | Album                    |
| ---- | ----------- | ------------------------ |
| 2011 | The Killers | AHK-toong BAY-bi Covered |

## The Unforgettable Fire
"The Unforgettable Fire" is the fourth track from the 1984 album of the same name, and was released in 1985 as the album's second and last single. The title is a reference to the atomic bombing of Hiroshima, Japan in World War II.
| Year | Covered by    | Album                                |
| ---- | ------------- | ------------------------------------ |
| 1999 | Absolute Rock | A Tribute to the Greatest Hits of U2 |
| 2000 | Kane          | With or Without You                  |

## Unknown Caller
"Unknown Caller" is the fourth track from the 2009 album No Line on the Horizon. According to The Edge, "the idea is that the narrator is in an altered state, and his phone starts talking to him".
| Year | Covered by             | Album                                                           |
| ---- | ---------------------- | --------------------------------------------------------------- |
| 2009 | Vitamin String Quartet | The Vitamin String Quartet Performs U2's No Line on the Horizon |

## Until the End of the World
"Until the End of the World" is the fourth track from U2's 1991 album, Achtung Baby. The song is reputed to describe a conversation between Jesus Christ and Judas Iscariot.[carece de fontes?]
| Year | Covered by    | Album                                |
| ---- | ------------- | ------------------------------------ |
| 1999 | Absolute Rock | A Tribute to the Greatest Hits of U2 |
| 2011 | Patti Smith   | AHK-toong BAY-bi Covered             |

## Vertigo
"Vertigo" is the lead single and opening track for the 2004 album How to Dismantle an Atomic Bomb. The track was an international hit, winning three Grammy awards at the 2005 event and being featured in an iPod commercial.
| Year | Covered by    | Album      |
| ---- | ------------- | ---------- |
| 2005 | Kidz Bop Kids | Kidz Bop 8 |

## The Wanderer
"The Wanderer" is the tenth and final track on the 1993 album Zooropa. The song features Johnny Cash on lead vocals and tells the story of a man searching for God in the ruins of a post-apocalyptic world. The song has only been performed live once, as a posthumous tribute to Johnny Cash, with Bono singing lead vocals.
| Year | Covered by      | Album                   |
| ---- | --------------- | ----------------------- |
| 2005 | The Persuasions | The Persuasions Sing U2 |

## Wake Up Dead Man
"Wake Up Dead Man" is the closing track from the 1997 album Pop. The title was first revealed in 1993, as part of it was superimposed on the cover of the album Zooropa.
| Year | Covered by | Album       |
| ---- | ---------- | ----------- |
| 2002 | Maria João | Undercovers |

## Walk On
"Walk On" é o quarto single do álbum All That You Can't Leave Behind. Dedicada a Aung San Suu Kyi, a faixa é proibida na Birmânia, e a sua posse implica a detenção e mesmo a condenação a pena de prisão entre 3 e 20 anos. O título de All That You Can't Leave Behind provém do início da letra.
| Ano  | Cover de        | Álbum          |
| ---- | --------------- | -------------- |
| 2003 | Darlene Zschech | Kiss of Heaven |

## When Love Comes to Town
"When Love Comes to Town" was a collaboration between U2 and B.B. King, and was released as a single for the album Rattle and Hum.
| Year | Covered by                                                        | Album                                            |
| ---- | ----------------------------------------------------------------- | ------------------------------------------------ |
| 1999 | Absolute Rock                                                     | A Tribute to the Greatest Hits of U2             |
| 1999 | Royal Philharmonic Orchestra                                      | Pride: The Royal Philharmonic Orchestra Plays U2 |
| 2000 | Bryan Sutton                                                      | Ready To Go                                      |
| 2004 | Todd Agnew                                                        | In the Name of Love: Artists United for Africa   |
| 2005 | Declan O'Rourke                                                   | Even Better Than the Real Thing Vol. 3           |
| 2005 | The Persuasions                                                   | The Persuasions Sing U2                          |
| 2005 | Jonny Lang and Joss Stone                                         | Herbie Hancock: Possibilities                    |
| 2009 | Third Day featuring Jars of Clay, Switchfoot, and Robert Randolph | Live Revelations                                 |

## Where the Streets Have No Name
"Where the Streets Have No Name" is the third single from the 1987 album The Joshua Tree. The track's signature is a repeating guitar arpeggio utilizing a delay effect that is played at the beginning and end of the song. The song's frequent chord and time changes caused problems in playing the song correctly; the difficulty was so great that producer Brian Eno attempted to erase the track. Drummer Larry Mullen Jr. later said of the song, "It took so long to get that song right, it was difficult for us to make any sense of it. It only became a truly great song through playing live. On the record, musically, it's not half the song it is live."
| Year | Covered by                 | Album                                                         |
| ---- | -------------------------- | ------------------------------------------------------------- |
| 1991 | Pet Shop Boys              | Where the Streets Have No Name (I Can't Take My Eyes off You) |
| 1999 | Absolute Rock              | A Tribute to the Greatest Hits of U2                          |
| 1999 | Silverbeam with Ann Louise | We Will Follow: A Tribute to U2                               |
| 2000 | Kane                       | With or Without You                                           |
| 2000 | The Section                | Strung out on U2                                              |
| 2004 | Chris Tomlin               | In the Name of Love: Artists United for Africa                |
| 2004 | Vanessa Carlton            | Harmonium                                                     |
| 2005 | Avalanch                   | Mother Earth                                                  |
| 2006 | Neal Morse                 | Cover to Cover                                                |
| 2007 | Marcus Satellite           | The Marcus Satellite Tribute to U2                            |
| 2007 | Rockabye Baby!             | Lullaby Renditions of U2                                      |
| 2009 | Térez Montcalm             | Connection                                                    |
| 2011 | 30 Seconds to Mars         | MTV Unplugged: 30 Seconds to Mars                             |
| 2011 | 2Cellos                    | 2Cellos                                                       |

## Who's Gonna Ride Your Wild Horses
"Who's Gonna Ride Your Wild Horses" was released in 1992 as the fifth and final single for the 1991 album Achtung Baby.
| Year | Covered by                   | Album                                            |
| ---- | ---------------------------- | ------------------------------------------------ |
| 1999 | Absolute Rock                | A Tribute to the Greatest Hits of U2             |
| 1999 | Royal Philharmonic Orchestra | Pride: The Royal Philharmonic Orchestra Plays U2 |
| 2005 | Picturehouse                 | Even Better Than the Real Thing Vol. 3           |
| 2005 | Tom Baxter                   | Even Better Than the Real Thing Vol. 3           |
| 2006 | Apoptygma Berzerk            | Sonic Diary                                      |
| 2008 | ThouShaltNot                 | New World EP                                     |
| 2011 | Garbage                      | AHK-toong BAY-bi Covered                         |

## Wire
"Wire" is the third track on U2's 1984 album, The Unforgettable Fire. Described by Bono as the "hypodermic needle of the album", it features a fast-paced rhythm section and The Edge's classic ringing guitar sound. It was one of the first songs by the band that detailed drug addiction, a theme present in later songs such as "Bad" and "Running to Stand Still".
| Year | Covered by       | Album                              |
| ---- | ---------------- | ---------------------------------- |
| 2007 | Marcus Satellite | The Marcus Satellite Tribute to U2 |

## With or Without You
"With or Without You" is the lead single from U2's 1987 album, The Joshua Tree. It has since become highly-acclaimed as one of the band's most popular songs.  Released as a single in March 1987, it became the group's first American #1 hit.
| Year | Covered by                                              | Album                                                                  |
| ---- | ------------------------------------------------------- | ---------------------------------------------------------------------- |
| 1991 | Jawbreaker                                              | Jawbreaker / Jawbox Split "7                                           |
| 1996 | Zhi-Vago                                                | With or Without You (released only as single)                          |
| 1997 | Mary Kiani                                              | Long Hard Funky Dreams                                                 |
| 1998 | Ikon                                                    | This Quiet Earth (Limited Edition version)                             |
| 1999 | Absolute Rock                                           | A Tribute to the Greatest Hits of U2                                   |
| 1999 | Heaven 17                                               | We Will Follow: A Tribute to U2                                        |
| 2000 | Kane                                                    | With or Without You                                                    |
| 2000 | The Section                                             | Strung out on U2                                                       |
| 2001 | Dikers                                                  | Se Escribe sin C                                                       |
| 2001 | Hikaru Utada                                            | Utada Hikaru Unplugged                                                 |
| 2003 | Gregorian                                               | Masters of Chant Chapter IV                                            |
| 2004 | GRITS & Jadyn Maria                                     | In the Name of Love: Artists United for Africa                         |
| 2004 | Royal Philharmonic Orchestra                            | Legends                                                                |
| 2004 | Scala & Kolacny Brothers                                | Dream On                                                               |
| 2005 | The Walls                                               | Even Better Than the Real Thing Vol. 3                                 |
| 2005 | Ben Broussard                                           | Oh Say Can You Sing? Music Recordings by Major League Baseball Players |
| 2006 | Keane                                                   | Hopes and Fears (Special Edition)5                                     |
| 2006 | Media Lab                                               | Bleeding Memory                                                        |
| 2007 | Marcus Satellite                                        | The Marcus Satellite Tribute to U2                                     |
| 2007 | Rockabye Baby!                                          | Lullaby Renditions of U2                                               |
| 2007 | Sitti Navarro                                           | My Bossa Nova                                                          |
| 2007 | Glay                                                    | Verb                                                                   |
| 2007 | Breathe Carolina                                        | "Single Only"                                                          |
| 2008 | Jacques Stotzem                                         | Catch the Spirit                                                       |
| 2008 | Les Nubians                                             | In The Name Of Love: Africa Celebrates U2                              |
| 2008 | No Justice                                              | Live at Billy Bob's                                                    |
| 2008 | Wayne Hussey                                            | Bare                                                                   |
| 2009 | Espen Lind, Kurt Nilsen, Alejandro Fuentes & Askil Holm | Hallelujah vol. 2                                                      |
| 2009 | Blake (band)                                            | Together                                                               |
| 2009 | Rachel Adedeji                                          | The X Factor: Final 12                                                 |
| 2010 | We Are the Fallen                                       | Billboard.com: Mashup Mondays                                          |
| 2011 | Sarah Darling                                           | Angels & Devils                                                        |
| 2011 | 2Cellos                                                 | 2Cellos                                                                |
| 2011 | Jai McDowall                                            | Believe                                                                |

## Zoo Station
"Zoo Station" is the first track on U2's 1991 album Achtung Baby.
| Year | Covered by      | Album                    |
| ---- | --------------- | ------------------------ |
| 2011 | Nine Inch Nails | AHK-toong BAY-bi Covered |